# 存在と無
『存在と無―現象学的存在論の試み 』（原題: L'Être et le néant: Essai d'ontologie phénoménologique、英題: Being and Nothingness: An Essay on Phenomenological Ontology）は、フランスの哲学者ジャン＝ポール・サルトル（Jean-Paul Sartre）の哲学的主著であり、20世紀に一躍、実存主義ブームを巻き起こした著作としても有名である。

## 概略
1943年10月、ドイツ軍占領中のフランスにおいて『存在と無』はひっそりと刊行された。サルトルは当時三十八歳、パリの一高校教師に過ぎなかったが、『存在と無』はたちまちにフランス全土に大きな衝撃を与え、哲学界や唯物論などあらゆる方面から論評された。哲学書としては異例の部数を売り上げ、現在も版数を重ねている。
『存在と無』は副題からも分かるようにどこまでも現象学的な立場から、存在の問題に立ち向かった試みである。一般に実存哲学は存在について分析すると逆説に陥り整合性に欠けてしまう場合が少なくないが、『存在と無』はそういった逆説に陥ることもなく、ほとんど数学的な厳密性をもつ論理を有している。

## 構成
内容は、現象学的立場と存在論について記述された『緒論』と、意識の志向性、無化作用と無について記述された『第一部 無の問題』、対自存在と即自存在について記述された『第二部 対自存在』、他者のまなざしと自分の意識について記述された『第三部 対他存在』、一切の行動は「持つ」「為す」「ある」に集約されるとして、それを基に実存的精神分析を記述した『第四部 「持つ」「為す」「ある」』の四部構成になっている。
「あるところのもの」である即自存在に対して「あるところのものでなく、あらぬところのものである」対自存在としての人間的現実は、否定性、無化作用、脱自構造であり、その意識は自由であることを余儀なくされる、即ち「人間は自由の刑に処せられている」。この無化作用的自由は人間を不安にさせる、そこから自らの自由を自分自身に隠す「自己欺瞞」が生じる。一方対他関係は対自の自由が必然的に他者を客体化（まなざし）してしまうので相克的関係に留まる。しかし対自は、自由であるため、選択によって自分自身を構築してゆくため、自己のあり方に責任がある。非人間的、物質的「即自」と他者との相克関係の狭間で人間の生は「無意味な受難」と結論付けられる。
本書の『結論』において、サルトルはモラル論を次作として著することを約束するが、しかしこのモラル論はついに完成することはなかった。ただし遺稿として『倫理学ノート』(未訳)が遺されている。

## 後世への影響
70年代のサルトル忘却と共に『存在と無』も同じく忘れられていたが、近年ベルナール＝アンリ・レヴィをはじめとして『存在と無』を再評価する風潮が高まっている。
本書は二〇世紀フランス現象学の古典にして、その後のさまざまな現代思想の源流でもある。極論すれば、エマニュエル・レヴィナスの他者の倫理学も、モーリス・メルロー＝ポンティの両義性の現象学やミシェル・アンリの生の現象学も、さらにはジル・ドゥルーズの差異と反復の哲学やジャック・デリダの脱構築の思想も、本書からの触発なしにはあり得なかったかも知れない。
日本語訳は人文書院より発行されている松浪信三郎訳。なお2007年11月よりちくま学芸文庫に収録された。

### 緒論 存在の探求
1. 現象という観念
2. 存在現象と現象の存在
3. 反省以前的なコギトと知覚の存在
4. 知覚されることpercipiの存在
5. 存在論的証明
6. 即自存在

### 第一部 無の問題

#### 第一章 否定の起源
1. 問いかけ
2. 否定
3. 無についての弁証法的な考えかた
4. 無についての現象学的な考えかた
5. 無の起源

#### 第二章 自己欺瞞
1. 自己欺瞞と虚偽 （意識が自由であることの隠蔽）
2. 自己欺瞞的な行為
3. 自己欺瞞の《信仰》

### 第二部 対自存在

#### 第一章 対自の直接的構造
1. 自己への現前
2. 対自の事実性
3. 対自と、価値の存在
4. 対自と、諸可能性の存在
5. 自我と、自己性の回路

#### 第二章 時間性
1. 時間的な三次元の現象学
  - 過去、現在、未来
2. 時間性の存在論
  - 静的時間性、時間性の動態
3. 根源的時間性と、心的時間性――反省

#### 第三章 超越
1. 対自と即自とのあいだの典型的な関係としての起源
2. 否定の規定について
3. 質と量、潜在性、道具性
4. 世界の時間
  - 過去、現在、未来
5. 認識

### 第三部 対他存在

#### 第一章 他者の存在
1. 問題
2. 独我論の暗礁
3. フッセル、ヘーゲル、ハイデッガー
4. まなざし（他者に対する対自は他者を客体化する）

#### 第二章 身体
1. 対自存在としての身体－事実性
2. 対他－身体
3. 身体の第三の存在論的次元

#### 第三章 他者との具体的な諸関係
1. 他者に対する第一の態度－愛、言語、マゾヒズム
2. 他者に対する第二の態度－無関心、欲望、憎悪、サディズム
3. 《共にある存在》〈共同存在〉と《われわれ》
  - 対象、主観

### 第四部 「持つ」「為す」「ある」

#### 第一章 「ある」と「為す」－自由
1. 行動の第一条件は、自由である
2. 自由と事実性──状況
  - 私の場所、私の過去、私の環境、私の隣人、私の死
3. 自由と責任

#### 第二章 「為す」と「持つ」
1. 実存的精神分析
2. 「為す」と「持つ」──所有
3. 存在を開示するものとしての性質について

### 結論
1. 即自と対自──形而上学的概要
2. 道徳的展望 「人生は無意味な受難である」

## 日本語訳
- 『サルトル全集 第18－20巻 存在と無 現象学的存在論の試み』松浪信三郎訳 1956－60 のちちくま学芸文庫